# Súng sen
Súng sen (danh pháp khoa học: Nymphaea lotus) là một loài thực vật có hoa trong họ Nymphaeaceae. Loài này được L. miêu tả khoa học đầu tiên năm 1753.